# Denholm (Saskatchewan)
Denholm est une communauté située dans la province de la Saskatchewan, dans le sud-ouest.